# Grécia nos Jogos Paralímpicos de Verão de 2012
A Grécia irá participar dos Jogos Paralímpicos de Verão de 2012, que irão acontecer na cidade de Londres, no Reino Unido.

## Medalhistas
| Atleta                   | Esporte              | Evento                          | Medalha |
| ------------------------ | -------------------- | ------------------------------- | ------- |
| Christos Tampaxis        | Natação              | 50 metros costas masculino S1   | Prata   |
| Pavlos Mamalos           | Levantamento de peso | Até 90 kg masculino             | Bronze  |
| Aristeidis Makrodimitris | Natação              | 50 metros livre masculino - S2  | Bronze  |
| Aristeidis Makrodimitris | Natação              | 100 metros livre masculino - S2 | Bronze  |

## Desempenho

### Bocha
| Atleta               | Evento         | Fase de Grupos/ Eliminatória | Fase de Grupos/ Eliminatória | 16 Avos               | Oitavas de final     | Quartas de final     | Semifinal            | 3°lugar Final        | 3°lugar Final |
| Atleta               | Evento         | Adversário Resultado         | Pos                          | Adversário Resultado  | Adversário Resultado | Adversário Resultado | Adversário Resultado | Adversário Resultado | Pos           |
| -------------------- | -------------- | ---------------------------- | ---------------------------- | --------------------- | -------------------- | -------------------- | -------------------- | -------------------- | ------------- |
| Panagiotis Soulanis  | Individual BC1 | NOR R. Aandalen D 3-3*       | -                            | bye                   | KOR M. Kim D 0-5     | Não avançou          | Não avançou          | Não avançou          | Não avançou   |
| Alexandros Papadakis | Individual BC2 | SVK T. Kral D 5-5*           | -                            | ESP M. M. Perez D 3-4 | Não avançou          | Não avançou          | Não avançou          | Não avançou          | Não avançou   |

### Levantamento de peso
Masculino
| Atletas              | Evento | Resultado | Posição |
| -------------------- | ------ | --------- | ------- |
| Gkremislav Moysiadis | -75 kg | 188,0     | 5º      |
| Pavlos Mamalos       | -90 kg | 232,0     |         |

### Natação
Masculino
| Atletas                  | Evento                | Preliminares | Preliminares | Final       | Final       |
| Atletas                  | Evento                | Marca        | Posição      | Marca       | Posição     |
| ------------------------ | --------------------- | ------------ | ------------ | ----------- | ----------- |
| Aristeidis Makrodimitris | 50 metros livre - S2  | 1min06s69 Q  | 3º           | 1min04s86   |             |
| Georgios Kapellakis      | 50 metros livre - S2  | 1min10s48    | 9º           | Não avançou | Não avançou |
| Christos Tampaxis        | 50 metros livre - S2  | DNS          | DNS          | Não avançou | Não avançou |
| Nikolaos Tsotras         | 50 metros livre - S7  | 31s09        | 10º          | Não avançou | Não avançou |
| Charalampos Taiganidis   | 50 metros livre - S13 | 24s74 Q      | 7º           | 24s69       | 7º          |
| Aristeidis Makrodimitris | 100 metros livre - S2 | 2min21s99 Q  | 3º           | 2min21s04   |             |
| Georgios Kapellakis      | 100 metros livre - S2 | 2min46s18    | 12º          | Não avançou | Não avançou |
| Christos Tampaxis        | 50 metros costas - S1 |              |              | 1min20s76   |             |